# Pello Caballero Lasquibar
Pello Caballero Lasquibar (Ziburu, Lapurdi, 1952) és un polític basc i advocat de professió. Militant del Partit Nacionalista Basc, ha estat senador per Biscaia a les eleccions generals espanyoles de 1993 i 1996. Ha estat Director del Gabinet Tècnic del Departament d'Interior, Director de Gabinet Assessor del Conseller d'Interior, Director General de Policia del Departament d'Interior i Viceconseller d'Interior del Govern Basc.
El 1999 fou condecorat amb la Creu del Mèrit Militar amb distintiu blanc. Del 2003 al 2009 va ser delegat del govern basc a Madrid.